# VK Zenit Kazán
El Volejbol'nyj Klub Zenit Kazán (en ruso Волейбольный клуб Зенит Казань), o simplemente Zenit Kazán es un equipo de voleibol ruso de la ciudad de Kazán.

## Historia
Nace en 24 de mayo de 2000 como Volejbol'nyj Klub Dinamo Kazán y en su primera temporada milita en la Cuarta División de Rusia acabando primera. En las dos temporadas siguientes gana la Tercera División y la Segunda División, por fin en el año 2003-04 llega en la  Superliga acabando tercera y ganando su primera Copa de Rusia.
Consigue la  Liga en la temporada 2006-07, calificándose por la Champions League de 2007-08; el 29 de marzo de 2008 se convierte en campeón de Europa derrotando por 3-2 el Volley Piacenza. Cuatro años más tarde, en 2011-12, gana su segunda Champions League en Łódź por el 3-1 inflicto al Skra Bełchatów y en la temporada 2014-15 derrota a otro equipo polaco, el Resovia Rzeszów, por 3-0 en la final de Berlín para conseguir su tercer título europeo. Repite título en la temporada 2015-16 venciendo a los italianos del Trentino Volley por 3-2 en la repetición de la final de 2010-2011 y en 2016-17 derrotando al Sir Safety Perugia.
En cuatro ocasiones participa en el Campeonato Mundial de Clubes de la FIVB siendo derrotada en semifinal en 2009 por el Skra Bełchatów y por el Trentino Volley en  2011 y 2012, acabando en tercer lugar en las dos primeras, y en la final de   2015 por el Sada Cruzeiro.

## Palmarés
- Campeonato de Rusia (8)

2006-07, 2008-09, 2009-10, 2010-11, 2011-12, 2013-14, 2014-15, 2015-16
- Copa de Rusia (4)

2004, 2007, 2009, 2014
2º lugar (1) : 2012
- Supercopa de Rusia (3)

2010, 2011, 2012
2º lugar (3) : 2008,2009,2013
- Champions League (4)

2007-08, 2011-12, 2014-15, 2015-16,  2016-17
2º lugar (2) : 2010-11, 2018-19
3° lugar (1) : 2012-13
- Campeonato Mundial de Clubes de la FIVB (1)

2017
2º lugar (2) : 2015, 2016
3° lugar (2) : 2009, 2011